# 윤현선 (뮤지컬 배우)
윤현선(1994년 11월 26일 ~ )은 대한민국의 뮤지컬 배우다. 2021년 뮤지컬 '명성황후'로 데뷔했다.

## 방송
- 팬텀싱어 4 (2023) - Top28 (27위)

## 공연
- 명성황후 (2021) - 앙상블
- 킹키부츠 (2022) - 엔젤 역
- 로빈 (2023) - 레온 역
- 버스, 너 뭐니? 시즌2 (2023) - 진호 역

## 수상
- 경향뮤지컬콩쿠르 대상 (2019)